# Gaston VI.
Gaston VI. Dobri (francuski: Gaston VI de Béarn; 1173. – 1214.) bio je francuski plemić, vikont Béarna, Gabardana i Brulhoisa, kao i grof Bigorre. 
Njegovi su roditelji bili Marija od Béarna i njezin muž, Vilim I. od Béarna. Gaston i njegov brat Vilim Rajmond od Béarna bili su blizanci; Gaston je bio stariji.
Nakon rođenja sinova blizanaca, plemkinja Marija, njihova majka, pobjegla je s njima u samostan Santa Maria de Santes Creus, ali je ipak odlučila da će Gaston biti vikont Béarna te ga je predala delegaciji iz Béarna.
1187., kad je maleni Gaston imao tek 14 godina, proglašen je dovoljno starim za vladanje. Dotad je u njegovo ime vladao lord Pelegrín de Castillazuelo.
1196. Gaston je oženio groficu Petronillu od Bigorre. Par nije imao djece.
Papa Inocent III. je ekskomunicirao Gastona.
Gaston je bio vrlo odan kralju Aragonije Jakovu I.